# 3372 Bratijchuk
3372 Bratijchuk è un asteroide della fascia principale. Scoperto nel 1976, presenta un'orbita caratterizzata da un semiasse maggiore pari a 2,6937244 UA e da un'eccentricità di 0,1407209, inclinata di 3,28427° rispetto all'eclittica.
L'asteroide è dedicato a Matrena Vasil'evna Bratijchuk, capo del laboratorio di ricerca spaziale dell'Università di Užhorod.